# Marian Świątek
Marian Świątek (ur. 1 lutego 1949 w Żaganiu, zm. 7 czerwca 2017) – polski działacz społeczny i regionalista związany z Żaganiem, wieloletni radny tego miasta.

## Życiorys
Był absolwentem Technikum Kolejowego we Wrocławiu (1963) oraz Wyższej Szkoły Inżynierskiej w Zielonej Górze. Pracował w żagańskich zakładach przemysłowych oraz na terenie ówczesnej NRD, m.in. w Bad Muskau, Weisswasser, Cottbus oraz Gubinie. Wówczas to zdobył uprawnienia przewodnika PTTK. Zajmował się również tłumaczeniem niemieckich przewodników turystycznych i opracowań historycznych na temat Żagania. Po powrocie z NRD pracował w instytucjach  kultury i sportu. W 1989 roku uległ wypadkowi komunikacyjnemu, po którym przeszedł na rentę inwalidzką.  W latach 1994–1998 oraz 2002-2013 był żagańskim radnym.
Był społecznikiem, przewodnikiem turystycznym oraz inicjatorem wielu przedsięwzięć związanych z popularyzacją historii miasta.  Dzięki jego zaangażowaniu doszło do nawiązania w 2015 roku stosunków partnerskich z Netphen (Niemcy) oraz Saint-Omer (Francja). Z jego inicjatywy doszło do również zabezpieczenia żagańskiego cmentarza wojennego z okresu I wojny światowej oraz zorganizowania polsko–niemieckiego obozu wolontariuszy zajmujących się opieką nad grobami wojennymi. Był członkiem PTTK oraz społecznym opiekunem zabytków. Publikował w lokalnej prasie oraz wykładał na tutejszym Uniwersytecie Trzeciego Wieku.

## Odznaczenia
Za swe zasługi został odznaczony Srebrną Odznaką „Za opiekę nad zabytkami” (2011) oraz Krzyżem Zasługi Republiki Federalnej Niemiec na wstędze (2006).